# Pachydactylus affinis
Pachydactylus affinis este o specie de șopârle din genul Pachydactylus, familia Gekkonidae, descrisă de Boulenger 1896. Conform Catalogue of Life specia Pachydactylus affinis nu are subspecii cunoscute.